# Enzo Brandner

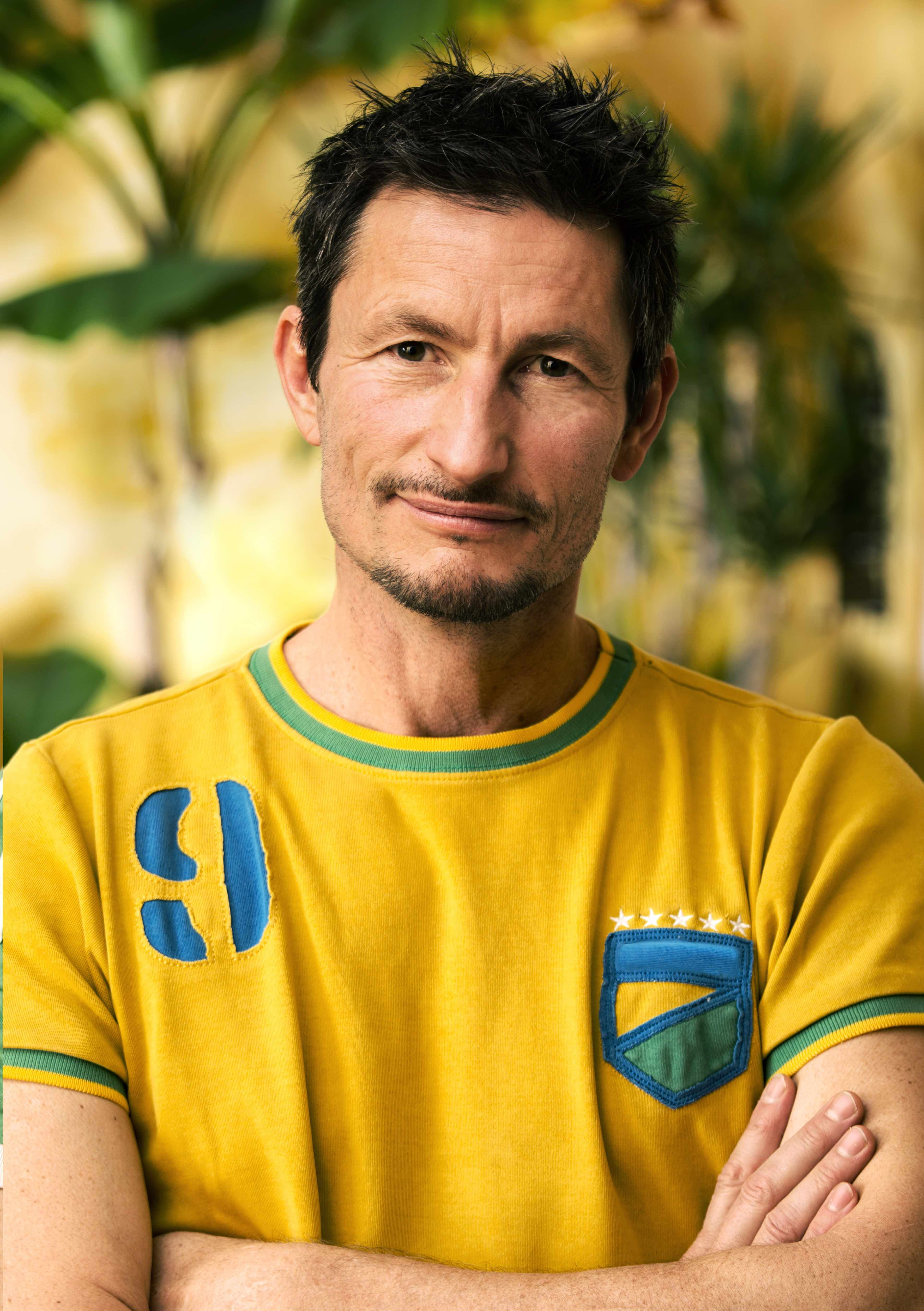
Enzo Brandner (2015)

Enzo Brandner (* 16. Juli 1967 in Klagenfurt) ist ein österreichischer Kameramann.

## Leben und Schaffen
Aufgewachsenen ist Enzo Brandner in einem ländlichen Gebiet in Kärnten. Nach der AHS-Matura zog er nach Wien, wo er 1986 bis 1991 an der Filmakademie Universität für Musik und darstellende Kunst studierte. Enzo Brandner arbeitete in dieser Zeit auch als Kameraassistent und Beleuchter um Erfahrungen und Kontakte in der österreichischen Filmindustrie zu sammeln. Dem Kameramann Wolfgang Thaler konnte Enzo Brandner über sechs Jahre lang assistieren, was ihn durch diverse Dokumentarfilme in viele Länder gebracht hat.
Seit 1992 arbeitet er als freier Kameramann in den Bereichen Kinospielfilm, TV-Film, TV-Serie, Dokumentarfilm und Musikvideos mit verschiedenen Regisseuren wie Ulrich Seidl, Robert Dornhelm, Thomas Woschitz, Rupert Henning, Wolfgang Murnberger, Andreas Prochaska, Stephan Richter, Arash T. Riahi, Mirjam Unger, Kurdwin Ayub und weitere.
Enzo Brandner gestaltet auch Musikvideos des Musikers Manu Chao.

## Auszeichnungen
- Internationale Filmfestspiele von Venedig 2001 nominiert für den Film Tirana Year zero
- Der Film Universalove gewinnt den Hauptpreis des 30. Filmfestivals Max Ophüls Preis 2009.
- Diagonale Festival 2009 Auszeichnung für "Beste Kamera" für den Film Universalove[5]
- Österreichischer Filmpreis 2016: Nominiert für "Beste Kamera" für den Film Einer von uns[6]
- Im Rahmen des 37. Filmfestivals Max Ophüls Preis 2016 wurde der Film Einer von uns im offiziellen Wettbewerb gezeigt und mit dem Max Ophüls Preis 2016 ausgezeichnet.[7][8]
- Romyverleihung 2016: Nominiert für "Beste Kamera Kinofilm" für den Film Einer von uns
- Der Film Ein bisschen bleiben wir noch gewinnt den Publikumspreis des 41. Filmfestivals Max Ophüls Preis 2020.

## Filmografie (Auswahl)
- 1997: Der Busenfreund
- 1999: Manu Chao – Proxima estacion esperanza
- 2001: Tirana year zero (Co-Drehbuchautor und Kamera)
- 2001–2003: Medicopter 117 (15 Folgen)
- 2004–2006: Die Rettungsflieger (10 Folgen)
- 2008: Universalove
- 2008: SOKO Donau (5 Folgen)
- 2009: Räuberinnen
- 2010: Rest in Peace
- 2011: Empire Me – Der Staat bin ich
- 2012: So wie du bist
- 2012: Vier Frauen und ein Todesfall
- 2013: Amsterdam Express
- 2014: Bad Luck
- 2015: Einer von uns
- 2015: Ein Sommer in Masuren
- 2017: Ein Sommer in Prag
- 2018: Ein Sommer im Allgäu
- 2017: Marie Brand und das ewige Wettrennen
- 2018: Marie Brand und der Duft des Todes
- 2019: Vorstadtweiber 4. Staffel, Folgen 36–40
- 2019: Marie Brand und das Spiel mit dem Glück
- 2019: Ein Sommer an der Algarve
- 2020: Walking on Sunshine 2. Staffel, Folgen 14–17
- 2020: Ein bisschen bleiben wir noch
- 2021: Marie Brand und die Leichen im Keller
- 2022: Sonne
- 2022: Der Tod kommt nach Venedig (Fernsehfilm)
- 2022: Unterm Apfelbaum – Einsturzgefährdet
- 2022: Unterm Apfelbaum – Panta Rhei – Alles im Fluss
- 2022: Marie Brand und der überwundene Tod
- 2024: Die Fälle der Gerti B. (Fernsehserie)
- 2024: The Million Dollar Bet
- 2025: Rosamunde Pilcher – Jahrestag